# Megaselia allothrix
Megaselia allothrix är en tvåvingeart som beskrevs av Borgmeier 1964. Megaselia allothrix ingår i släktet Megaselia och familjen puckelflugor.
Artens utbredningsområde är Alaska. Inga underarter finns listade i Catalogue of Life.